# Beaverton, Ontario
Beaverton är en ort i Kanada.   Den ligger i provinsen Ontario, i den sydöstra delen av landet, 290 km väster om huvudstaden Ottawa. Beaverton ligger 232 meter över havet och antalet invånare är 2 500.
Terrängen runt Beaverton är platt, och sluttar västerut. Runt Beaverton är det ganska glesbefolkat, med 34 invånare per kvadratkilometer.. Det finns inga andra samhällen i närheten. 
Omgivningarna runt Beaverton är en mosaik av jordbruksmark och naturlig växtlighet.